# Weigela toensis
Weigela toensis är en tvåhjärtbladig växtart som beskrevs av Takenoshin Nakai. Weigela toensis ingår i släktet prakttryar, och familjen Diervillaceae. Inga underarter finns listade i Catalogue of Life.